# Tequila Yuen
Inspektör "Tequila" Yuen (kinesiska: 袁浩雲) är en fiktiv karaktär som förekommer i filmen Hard Boiled från 1992 och videospelet Stranglehold från 2007, spelad av Chow Yun Fat. Han är inspektör vid Hongkongs polisstyrka och är extremt skicklig med eldvapen. Han är också en stordrickare, vilket ledde till att han fick smeknamnet "Tequila".
Tequila Yuen introduceras i Hard Boiled och spelar klarinett i en bar, det verkar vara det enda stället han känner sig hemma i. Bartendern Mr. Woo verkar vara hans närmaste vän. Tequila porträtteras som en typisk antihjälte som totalt ignorerar auktoriteter. Även om han visar känslor, som ilska, visar han sig för det mesta vara en lojal vän och romantiker med starka moraliska värderingar.